# Bessie Schönberg

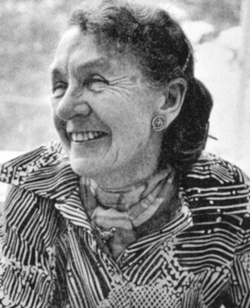
Bessie Schönberg

Elisabeth 'Bessie' Schönberg (geb. 27. Dezember 1906 in Hannover; gest. 14. Mai 1997 in Bronxville, New York) war eine amerikanische Tänzerin, Choreografin und einflussreiche Tanzpädagogin des Modern Dance. Sie trug dazu bei, eine neue Generation von zeitgenössischen Tänzern zu formen.

## Biografie
Bessie Schönbergs Mutter, Rose Elizabeth MacGrew, war eine amerikanische Opernsängerin. Sie hatte in Deutschland Gesang studiert, und Bessies Vater, Alexander Schönberg, als Ingenieur-Studenten an der Universität kennengelernt. Bessie wuchs als jüngste von drei Geschwistern auf. Ihre Mutter kehrte 1911 oder 1912 in die Vereinigten Staaten zurück. Als ihr Vater zum Militärdienst im Ersten Weltkrieg eingezogen wurde, lebte sie ab 1914 mit ihren Geschwistern bei einer Schwester ihres Vaters, einer Fotografin, in Dresden. Während dieser Zeit besuchte sie Kurse für rhythmische Erziehung bei Émile Jaques-Dalcroze in Hellerau und sah Aufführungen von Mary Wigman. In Dresden wurde sie von der Mischung aus Tradition und Avantgarde in Kunst, Architektur, Musik und Tanz geprägt.
Mit 19 Jahren emigrierte sie auf Einladung ihrer Mutter in die USA, nach Eugene. Sie studierte an der Universität von Oregon Kunst und nahm Tanzunterricht. 1927 brach sie ihr Studium ab, um sich von Martha Hill ausbilden zu lassen. Hill führte sie in die Welt des Tanzes in New York ein und machte sie mit der damals berühmtesten amerikanischen Tänzerin und Choreografin, Martha Graham, bekannt. Nach zwei Jahren beschloss Bessie Schönberg eine Karriere als Tänzerin zu verfolgen.
Sie kam nach New York City zu einem für die Entwicklung des Tanzes in den Vereinigten Staaten entscheidendem Zeitpunkt. Mit Martha Graham, Doris Humphrey, Helen Tamiris und anderen gehörte sie zu einer neuen Generation von Tänzern, die sich danach sehnten, expressive, von den Grenzen des traditionellen Balletts befreite Bewegungen zu schaffen, und in den 1920er Jahren den Modern Dance etablierten. Bessie Schönberg tanzte zwei Jahre in Martha Grahams Ensemble und trat in wichtigen Funktionen bei einigen von Grahams bahnbrechenden Werken auf, darunter Heretic und Primitive Mysteries.
Eine Knieverletzung im Jahr 1931 zwang sie das Tanzen aufzugeben. Sie nahm ihr Studium wieder auf und erwarb 1933 ihren Bachelor of Arts am Bennington College. Ab 1938 unterrichtete sie Theater und Tanz am Sarah Lawrence College, an dem sie von 1956 bis 1975 Direktorin war. In dieser Zeit baute sie eine der ersten Tanzabteilungen in der amerikanischen höheren Bildung auf, die zum Vorbild für andere Colleges wurde. Sie war außerdem choreografische Beraterin in The Yard in Martha’s Vineyard, einem der ersten Retreats für junge Choreografen, und gab Workshops für Tanz und Theater an der Tisch School of the Arts. Bis zu ihrem Tod 1997 lehrte sie an der Juilliard School.
Bessie Schönberg war 50 Jahre mit dem in Russland geborenen Töpfer und Kaufmann Dimitry Varley bis zu dessen Tod 1984 verheiratet.

## Unterrichtsmethoden
Als Tanzpädagogin arbeitete sie mit verschiedenen Methoden. Obwohl Schönberg, wie andere Pioniere des Modern Dance, Isadora Duncan bewunderte, bevorzugte sie Bewegungen, die mehr Disziplin erforderten und mehr Schwere ausdrückten. Sie war in der Graham-Technik ausgebildet, brachte sich aber nicht mit einem bestimmten Stil des modernen Tanzes in Verbindung. Als Choreografin und Lehrerin ließ sie ihre Tänzer Schwerkraft, Raum, Zeit und Rhythmus erkunden. Sie gab ihnen auch komplexe Aufgaben, die sie durch Bewegung lösen sollten. Mit dieser Lehrmethode wollte sie kreative und für Neues aufgeschlossene Tänzer heranbilden. Ihr pädagogischer Stil orientierte sich an Martha Hill, ihrer ersten Tanzlehrerin. Sie glaubte aber, dass ihr Ansatz zu lehren aus der Interaktion mit ihren Schülern entstand. Das Meiste, was sie über das Unterrichten gelernt habe, hätten sie ihre Schüler gelehrt.

## Vermächtnis
Bessie Schönberg hat die Karrieren vieler Künstler des amerikanischen Tanzes begleitet. Sie hinterließ keine veröffentlichten Schriften. Ihr Vermächtnis lebt im Werk ihrer Schüler fort, darunter Merce Cunningham, Jerome Robbins, Meredith Monk und Lucinda Childs.
Der Bessie, wie die New York Dance and Performance Awards in Würdigung von Bessie Schönberg genannt werden, ist eine der renommiertesten Auszeichnungen in der Welt des amerikanischen Tanzes. 1984 bis 2008 von Dance Theater Workshop und seit 2009 von Dance/NYC wird er für „herausragende künstlerische Leistungen auf dem Gebiet der zeitgenössischen Tanzperformance“ vergeben.

## Auszeichnungen
- 1989: New York State Governor’s Award for the Arts
- 1993: National Endowment for the Arts für ihr Lebenswerk
- 1994: Dance/USA ‘Ernie’ Award[6]

## Filmporträt
- Bessie: A Portrait of Bessie Schonberg, von Chris Hegedus und D. A. Pennebaker, 1998 (58 Min.)[7]